# Эванс, Эдмунд
Э́дмунд Э́ванс (англ. Edmund Evans, 23 февраля 1826 — 21 августа 1905) — известный английский гравёр и печатник викторианской эпохи. Эванс специализировался на полноцветных гравюрах, вошедших в моду в середине XIX века. В сотрудничестве с такими иллюстраторами, как Кейт Гринуэй, Питер Дойл, Уолтер Крейн и Рэндольф Колдекотт, Эванс издал ряд детских книг, в настоящее время считающихся классикой. Хотя о его жизни известно мало, перед смертью в 1905 году он написал короткую автобиографию, описывающую жизнь печатника в викторианском Лондоне.

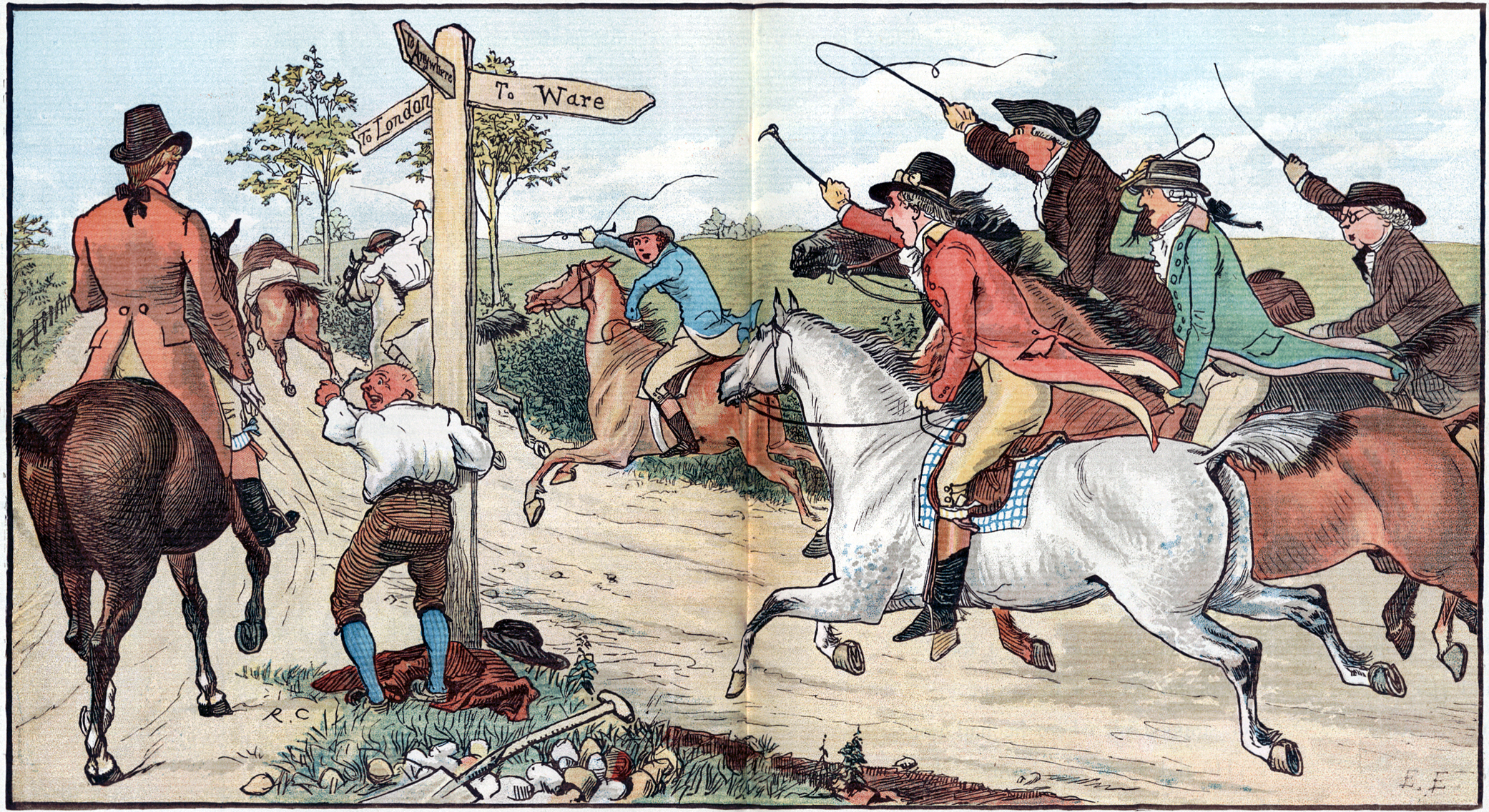
Гравюра Эванса (художник Колдекотт) на развороте книги The complete collection of pictures & songs

Поработав в качестве подмастерья, Эванс открыл собственное дело. К началу 1850-х годов он уже был известен как создатель обложек для дешёвых бульварных романов. В начале 60-х годов он начал издавать детские книжки-игрушки и иллюстрированные книги для издательского дома Routledge & Warne. Он стремился создавать детские книжки, которые были бы одновременно красивыми и недорогими. В течение трёх десятилетий он ежегодно выпускал множество книг, с иллюстрациями вначале Крейна, а потом Колдекотта и Гринуэй.
Эванс применял ксилографическую технику, известную как хромоксилография и использовавшуюся в основном для выпуска недорогих серийных книг и детских книг, где использовалась ограниченное количество красок с целью извлечения максимального дохода. Хромоксилография, однако, позволяла получать различные оттенки путём смешивания красок, но процесс этот был сложным и требовал филигранной техники гравировки для получения хорошего результата. Эванс профессионально прорабатывал детали, использовал ручной печатный пресс и мог наносить до двенадцати разных красок на одно изображение. Во второй половине девятнадцатого века он стал ведущим специалистом по ксилографии и цветной печати в Англии.